# Scott Baird
Scott Baird (ur. 7 maja 1951) – amerykański curler i trener tego sportu. Medalista olimpijski i mistrzostw świata; czterokrotny mistrz Stanów Zjednoczonych.

## Osiągnięcia

### Igrzyska olimpijskie
W 2006 roku w Turynie zdobył brązowy medal, razem z Pete Fensonem, Shawnem Rojeski, Johnem Shusterem i Joe Polo.

### Mistrzostwa świata
W latach 1979–2011 siedmiokrotnie brał udział w mistrzostwach świata w curlingu, w 1993 jego drużyna zajęła 3. miejsce.

### Mistrzostwa Stanów Zjednoczonych
Czterokrotnie zdobył tytuł mistrza Stanów Zjednoczonych w curlingu.